# Standing Stone (Pennsylvania)
Standing Stone  è una township degli Stati Uniti d'America, nella contea di Bradford nello Stato della Pennsylvania. Secondo il censimento del 2000 la popolazione è di 596 abitanti.

## Società

### Evoluzione demografica
La composizione etnica vede una maggioranza di quella bianca (97,99%), seguita dai nativi americani (0,67%) dati del 2000.
| township di Standing Stone Popolazione |     |
| 2000                                   | 596 |
| Stima al 2009                          | 614 |